# Hapalopilus tropicus
Hapalopilus tropicus är en svampart som beskrevs av I. Lindblad & Ryvarden 1999. Hapalopilus tropicus ingår i släktet Hapalopilus och familjen Polyporaceae.   Inga underarter finns listade i Catalogue of Life.